# Warszawa Kaliska
Warszawa Kaliska – nieistniejąca już stacja początkowa szerokotorowej Kolei Warszawsko-Kaliskiej w Warszawie.

## Opis
Dworzec wybudowany w 1902 według projektu Józefa Hussa znajdował się na rogu Alej Jerozolimskich i ul. Żelaznej. Jego budowę wymusił szerszy rozstaw szyn Kolei Kaliskiej od biegnącej obok Kolei Warszawsko-Wiedeńskiej.
Dworzec został zniszczony podczas wycofywania się Rosjan z Warszawy w 1915. Po I wojnie światowej Kolej Warszawsko-Kaliska została przystosowana do normalnego rozstawu szyn, w związku z czym dworca nie odbudowano.